# Amale Samie
Pour les articles homonymes, voir Samie.
Amale Samie est un journaliste et écrivain marocain né le 13 février 1954 à Marrakech et mort le 27 janvier 2018 à Casablanca.
Il est aussi président de l'ASIDD (Association pour l'intégration et le développement durable).

## Distinction
En 1991, Amale Samie a reçu le prix Grand Atlas pour son roman Cèdres et baleines de l'Atlas, dans la catégorie « Édition originale ».

## Publications

### Romans
- Cèdres et baleines de l'Atlas, Casablanca, Le Fennec, 1990, 123 p.
- Cèdres et baleines de l'Atlas : roman, Paris, Picollec, 1991, 123 p. (ISBN 2-86477-118-7) : réédition
- Prête-moi ton délire, Casablanca, Le Fennec, 1993, 118 p.
- Mourir pour deux idées, Casablanca, Afrique-Orient, coll. « Romans du Maghreb », 1998, 168 p. (ISBN 9981-25-099-6) : préface de Jean-Pierre Millecam

#### Article
- Abdellatif Mansour, « Piston : Dans sa colère tranquillement infinie, Samie déboîte les partis politiques et les syndicats, comme des poupées russes, au fil d'une chronologie respectée », Maroc Hebdo, no 325,‎ du 30 mai au 5 juin 1998 (lire en ligne) Sur Mourir pour deux idées.